# 쇼니 후유히사
쇼니 후유히사(少弐冬尚, しょうに ふゆひさ)는 일본 센고쿠 시대(戦国時代)의 다이묘(大名)로 쇼니씨(少弐氏) 17대(마지막) 당주이다. 후유히사의 이름은 그의 조상이었던 요리히사(頼尚) ・ 후유스케(冬資) 부자에게서 따온 것이다.

## 생애
덴분 5년(1536년), 오우치 요시타카(大内義隆)의 명을 받은 스에 오키카타(陶興房)의 공격을 받아 아버지 스케모토(資元)가 자결하였을 때 후유히사는 하스이케 성(蓮池城)의 오다 스케미쓰(小田資光, 마사미쓰政光의 조부)에게로 달아났다.
그 뒤 후유히사는 류조지 이에카네(龍造寺家兼) 등 가신단의 도움으로 덴분 9년(1540년)에 쇼니 씨의 재흥을 이루었다. 그러나 6년 뒤인 덴분 14년(1545년) 가신 바바 요리치카(馬場頼周)가 이에카네를 질시하여 그 일족의 대부분을 암살해버리는 사건이 벌어졌고, 요리치카는 덴분 15년(1546년) 이에카네의 반격으로 죽임을 당하고, 후유히사도 이에카네와 대립하게 된다.
그 뒤 후유히사는 이에카네의 증손자 다카노부(隆信)와 싸워 에이로쿠 2년(1559년) 다카노부나 지바 다네쓰라(千葉胤連)에게 공격당해 세이후쿠지 성(勢福寺城)에서 자결하였다. 그의 죽음으로 가마쿠라 시대 이래로 이어져 내려온 쇼니 가문은 멸망하였다.
훗날 후유히사의 동생인 마사오키(政興)가 바바 아키치카(馬場鑑周, 요리치카의 손자) 등과 함께 쇼니 씨의 부활을 노리고 기치를 들었으나, 완수하지는 못하였다.

## 후유히사의 생년에 대한 다른 학설
후유히사의 생년은 1527년에서 1529년 사이라는 주장 외에도 1517년에 가독(家督)을 이어받았다는 기술이 보이는 서적도 있어 1510년이라고도 하는 설도 있다. 히라타케 스케마사(横岳資誠)에게 딸을 시집보낸 점을 비추어봐도 1510년 전후에 태어났다는 것도 부자연스러운 것은 아니다. 후유스케의 탄생 년대가 대폭 수정될 가능성도 있어 논란의 여지가 있다.

## 출전
- 『北肥戦誌』
- 『肥陽軍記』
- 『普聞集』

| 전임 쇼니 스케모토 | 제17대 쇼니씨 당주 | 후임 없음 |